# Parker-Hale
A Parker-Hale Ltd. foi uma fabricante britânica de armas de fogo, rifles de ar, vestuário e acessórios para armas de fogo, localizada no Gun Quarter da cidade de Birmingham, Inglaterra. Foi fundada por Alfred Gray Parker e Arthur Hale. No ano 2000 a marca foi vendida e vem sendo usada apenas no ramo exclusivo de produtos e limpesa e acessórios para armas de fogo.

## Histórico
Alfred Gray Parker fundou uma empresa de fabricação de rifles em 1890. Em 1910, ele convidou seu sobrinho, Alfred Thomas Corbyn Hale, para se tornar um sócio na sociedade de responsabilidade limitada, com as ações sendo adquiridas por membros das famílias Parker e Hale. Um primeiro catálogo foi lançado de armas e acessórios de tiro e, embora limitado em seu alcance, mostrou claramente a tendência crescente da empresa para o desenvolvimento de acessórios.
Em 1914, a pequena fábrica da empresa estava bem estabelecida e o Ministério das Munições encomendou equipamentos de treinamento da Parker-Hale. O processo "Parkerifling", juntamente com a revista Hiscock-Parker, permitiu que rifles de serviço fossem convertidos para rifles de serviço .22 Long Rifle (.22 LR) para uso como rifles de treinamento, e a demanda era tanta que a fábrica da Parker-Hale logo estava trabalhando para capacidade total.
Em 1924, o filho de Hale, Arthur, ingressou na empresa e, em 1926, um registro familiar foi estabelecido quando Hale e seus dois filhos mais velhos participaram do "Prêmio do Rei" em Bisley. Este evento foi eclipsado dois anos depois, quando Arthur Hale conseguiu ganhar o cobiçado prêmio. Ele foi nomeado Diretor da Empresa em 1928.
Com a eclosão da Segunda Guerra Mundial, os recursos disponíveis do comércio de armas foram mobilizados para recondicionar uma reserva de rifles Pattern 1914 Enfield e, em 1940, foi fundada a "Parker-Hale Arms Company". Instalações adicionais foram adquiridas "para o período" da guerra e, sob a direção de Arthur Hale, um grande programa de recondicionamento foi rapidamente realizado. Seguiu-se uma ampla gama de contratos de trabalho de guerra adicionais, principalmente para a fabricação de cartuchos perfurantes .30-06 Springfield e .303 British em grandes quantidades.
Após o encerramento das hostilidades, com uma queda nos contratos de produção e sem instalações permanentes, a empresa não teve outra escolha a não ser investir em uma pequena unidade fabril, erguida no âmbito do programa de emergência do governo para reinstalar fabricantes bombardeados. Enquanto isso, a "Parker-Hale Arms Company" foi transferida para a Birmingham Proof House, onde continuou com o recondicionamento de armas .22 LR para organizações de treinamento júnior. A empresa deixou de existir após a conclusão dos contratos.
Os anos imediatos do pós-guerra podem ser melhor descritos como um período de oportunidade frustrada, uma vez que os mercados internacionais foram abertos, mas os materiais de todos os tipos estavam em falta. No entanto, em 1948, os negócios no exterior ultrapassavam em muito o comércio interno.
Posicionado ao lado do campo de esportes da fábrica BSA e Sparkbrook, que deu origem ao nome da área local, o prédio da sede da fábrica Parker-Hale ecoa as tradições da indústria de fabricação de armas de Birmingham, uma vez que ocupa o mesmo local onde a Proof House localizou seu campo de teste.
Os negócios na Parker-Hale permaneceram relativamente estáveis ao longo dos anos 1960 e 1980, com vendas de rifles, revólveres, espingardas e munições esportivas e de destino, sentados confortavelmente ao lado da ampla gama de miras de rifle, facas, acessórios de manutenção de armas e kits de limpeza da empresa.
A empresa sofreu um revés temporário em 1985, quando o presidente e diretor administrativo, John le Breton, que havia sido fundamental para consolidar o sucesso da empresa nos mercados mundiais, se aposentou do conselho. O neto do fundador, Roger Hale, assumiu então como Diretor Geral e provou ser uma figura influente no reposicionamento bem-sucedido da empresa no que se revelaria um setor em constante mudança.
Sem o investimento necessário para permitir que a empresa competisse efetivamente em mercados emergentes, a Parker-Hale' acabou sendo vendida ao grupo de engenharia da "Midlands, Modular Industries Ltd." Em 1992, foi comprada pela "Navy Arms" e desmembrada como "Gibbs Rifle Company, Inc".

## Produtos
Lista parcial das armas fabricadas pela Parker-Hale:
- OTs-14 Groza fuzil de assalto